# Yvrac-et-Malleyrand
Yvrac-et-Malleyrand (okzitanisch: Ivrac e Maleirand) ist eine südwestfranzösische Gemeinde mit 562 Einwohnern (Stand: 1. Januar 2022) im Département Charente in der Region Nouvelle-Aquitaine. Die Gemeinde gehört zum Arrondissement Angoulême und zum Kanton Val de Tardoire. Die Einwohner werden Yvracois genannt.

## Lage
Yvrac-et-Malleyrand liegt etwa 25 Kilometer ostnordöstlich von Angoulême. Umgeben wird Yvrac-et-Malleyrand von den Nachbargemeinden Taponnat-Fleurignac im Norden und Nordwesten, Saint-Adjutory im Norden und Nordosten, Mazerolles im Osten, Orgedeuil im Süden und Südosten, Saint-Sornin im Süden und Südwesten sowie Marillac-le-Franc im Westen.

## Geschichte
Seit dem 12. Jahrhundert bestand hier in Malleyrand bis zur Auflösung des Ordens eine Kommanderie des Tempelritterordens. 

## Bevölkerungsentwicklung
| Jahr                      | 1962 | 1968 | 1975 | 1982 | 1990 | 1999 | 2007 | 2013 |
| Einwohner                 | 506  | 481  | 420  | 403  | 432  | 465  | 515  | 523  |
| Quelle: Cassini und INSEE |      |      |      |      |      |      |      |      |

## Sehenswürdigkeiten
- Kirche Saint-Vivien in Yvrac, Ende des 12. Jahrhunderts erbaut
- Alte Kommanderie mit der Kapelle Saint-Jean-Baptiste aus dem 12. Jahrhundert

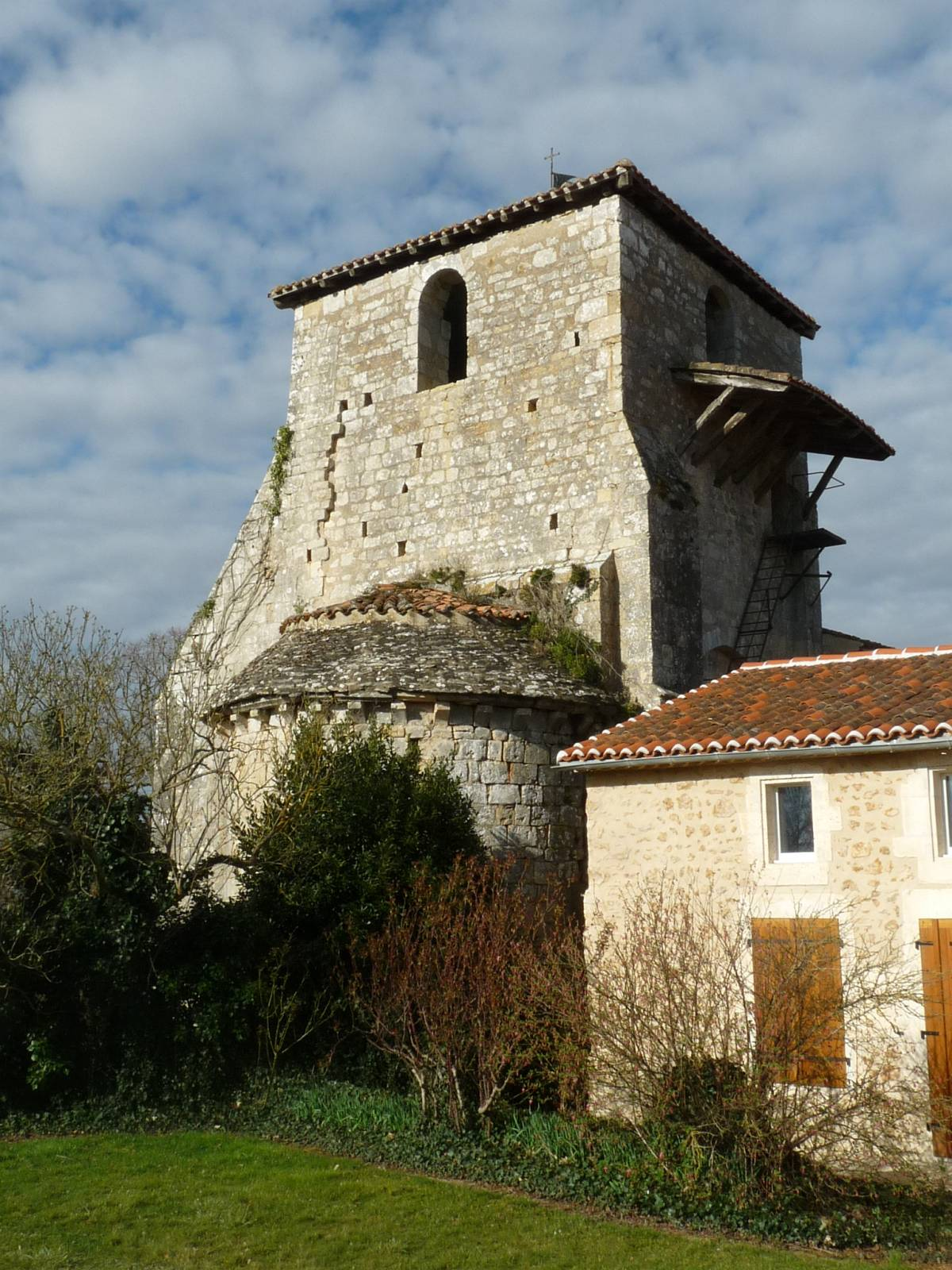
Kirche Saint-Vivien
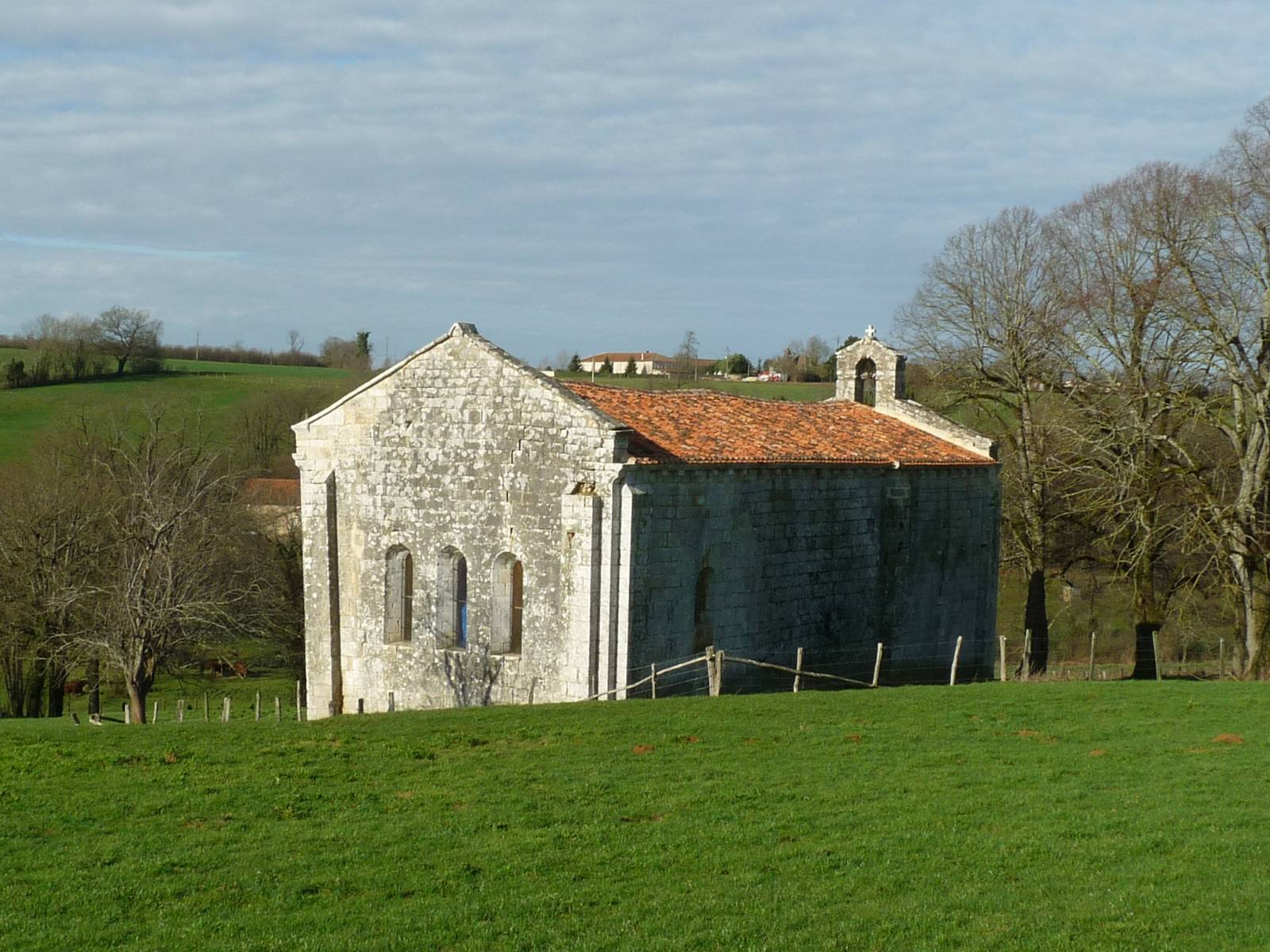
Kapelle Saint-Jean-Baptiste
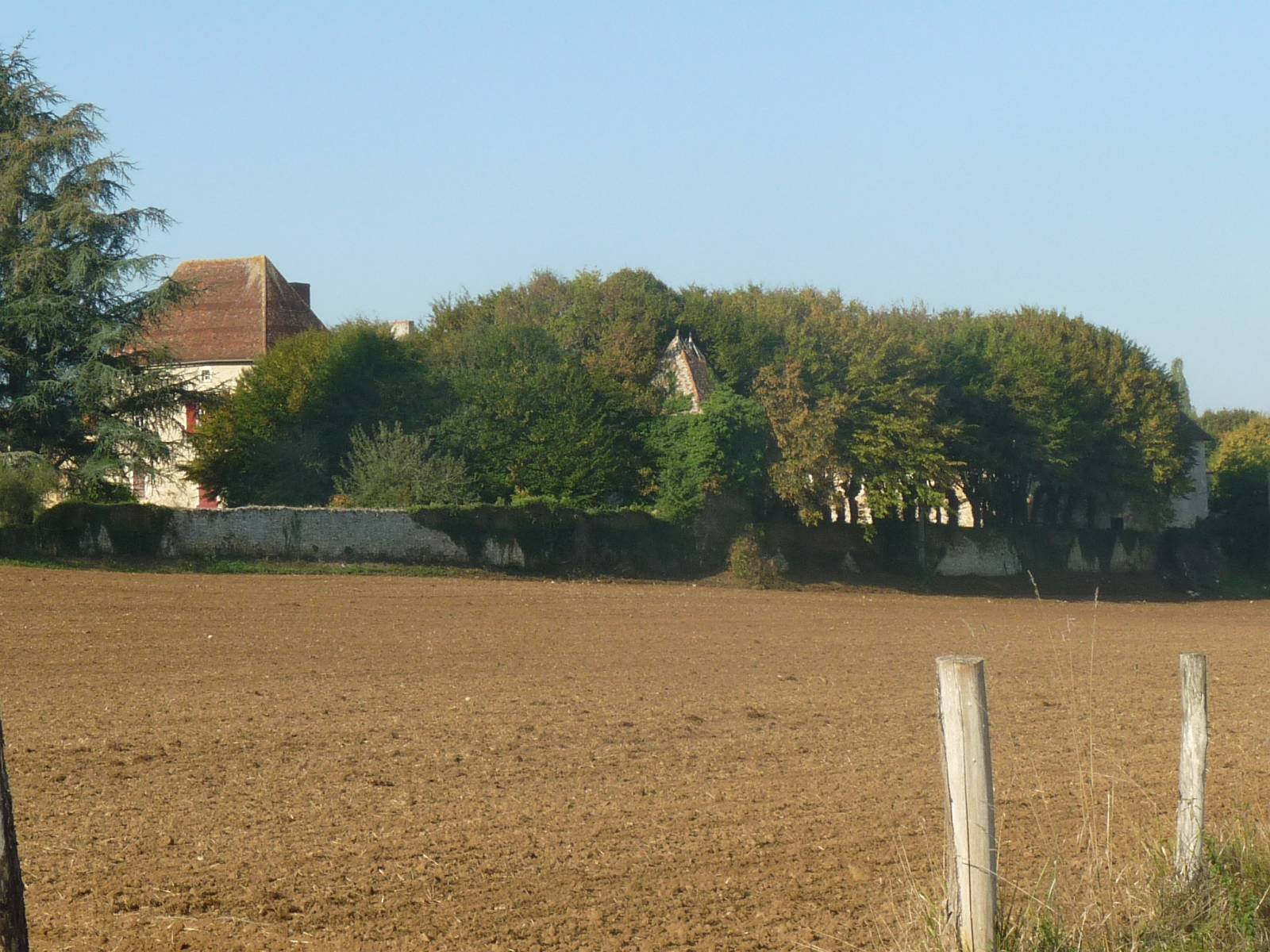
Schloss Taponnat
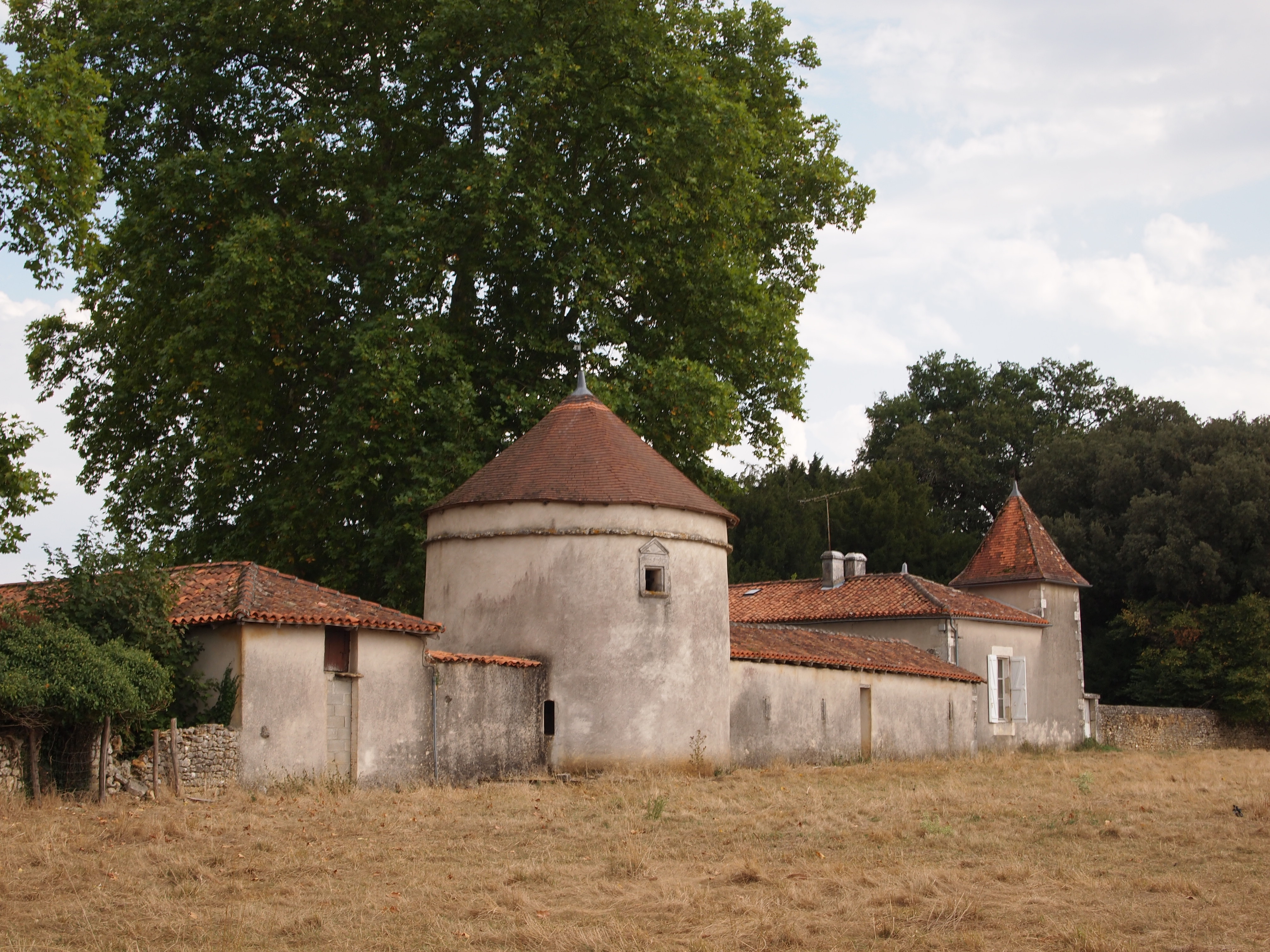
Taubentürme in Fleurignac